# Клумов, Евгений Владимирович
Евге́ний Влади́мирович Клу́мов (4 (16) декабря 1878, Москва — 13 февраля 1944, Малый Тростенец) — хирург и гинеколог, профессор медицины, участник Минского подполья, Герой Советского Союза.

## Биография

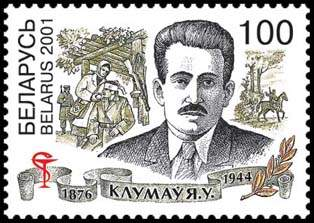
Марка Белпочты «125 лет со дня рождения Клумова» (2001)

Евгений Владимирович родился 4 (16) декабря 1878 года в Москве в семье адвоката Владимира Львовича Клумова и его супруги Доротеи Васильевны. В семье Клумовых было семеро детей: Лев, Константин, Евгений, София, Надежда, Вера, Владимир.
Сестра Е.В. Клумова — пианистка Софья Владимировна Ганнушкина (1880—1945) — была замужем за психиатром П. Б. Ганнушкиным.
Племянники (сыновья брата Константина) — биолог Сергей Константинович Клумов, композитор и пианист Алексей Константинович Клумов.
Окончил медицинский факультет Московского университета (1902). В годы учёбы был активным участником революционного движения (за что дважды исключался из университета). Работал в клинике А. В. Мартынова, совершенствуя свои знания в области хирургии. Участвовал в русско-японской войне в качестве хирурга госпиталя Красного Креста в Маньчжурии (1904–1905). В годы 1-й мировой и Гражданской войн работал хирургом Минского госпиталя Красного Креста, а затем в полевом фронтовом госпитале Красной Армии.
После русско-японской войны Евгений Клумов вернулся в Москву.
В 1901 году женился на Галине Николаевне Андреевой (род.1881), родственнице писателя Короленко. И мог там продолжить работать, но неожиданно для знакомых, родных и друзей решил отправиться в сельскую местность. Галина Николаевна поддержала решение мужа. Оказался в Сутково Речицкого уезда Минской губернии.
Причиной переезда в такое место, по рассказам родственников, явилось то, что Клумов хотел изучить и найти способ лечения заболеваний, распространенных в сельской местности. Это колтун - воспаление сальных желез на голове, вызванное несоблюдением санитарно-гигиенических норм, вшивостью и другими причинами.
Больница в Сутково была рассчитана на 10 коек. А район, который обслуживал Клумов, включал около 30 тыс. человек. Мест не хватало. Даже не было отделения, где можно было бы проводить хирургические операции. Клумов часто оперировал в своем рабочем кабинете, где вел прием.
В 1910 году по Российской империи прокатились вспышки холеры, пострадали и белорусские губернии. За противодействие эпидемии земский врач Евгений Клумов получил орден Святого Станислава 3-й степени.[6]
По окончании войны переехал в Белоруссию, где в течение десяти лет работал земским врачом — в деревне Сутково Речицкого уезда Минской губернии и в Лоеве, получив разностороннюю практику (лечил болезни, выполнял хирургические операции, принимал роды, удалял больные зубы).
Евгений Владимирович не искал в жизни легких путей, ехал туда, где требовалась помощь людям. В то время Речицкий уезд представлял собой беднейший уголок Белоруссии. Кроме нищеты, постоянно вспыхивали эпидемии туберкулеза, холеры, малярии. Из-за отсутствия перевязочной он делал операции прямо в своем кабинете. В 1910-м году земский доктор прооперировал 65 человек, в 1911-м — 142, в 1912-м — 145. В 1913 году впервые на белорусской земле он провел операцию на сердце, спасая простого студента. За 9 лет работы в Сутково он посетил практически все семьи. Многие врачи прислушались к его мнению о создании новой участковой больницы на 2-м съезде врачей в Минской губернии. В 1913 году хирург был переведен в Лоевскую земскую участковую больницу.
С 1921 года работал в Минске в гинекологическом отделении 1-й Советской (ныне 3-й клинической) больницы. В 1927 году Е. В. Клумов возглавил отделение. В 1932—1941 гг. руководил 2-й гинекологической клиникой Белорусского медицинского института и одновременно проводил большую научно-исследовательскую работу. Также преподавал в Минском медицинском институте и на курсах усовершенствования врачей. С 1935 года — кандидат медицинских наук, с 1938 года — профессор.
С началом Великой Отечественной войны семья Клумова не успела эвакуироваться — отправившись пешком на восток по Могилёвскому шоссе, они дошли до Марьиной Горки, когда узнали, что наступавшие немецкие войска перерезали дорогу.
Профессор продолжил свою работу в 3-й клинической больнице. Как патриот своей родины он связался с подпольем (подпольный псевдоним Самарин) и стал оказывать помощь подпольщикам и партизанам. Клумов и другие врачи больницы выдавали «липовые» справки, спасавшие людей от угона в Германию, передавали медикаменты партизанам. Он помог оборудовать два полевых партизанских госпиталя.

В октябре 1943 года Е. В. Клумов и его жена были арестованы и доставлены в концентрационный лагерь в Минске, оборудованный в конюшнях на Широкой улице. Гитлеровцы предлагали профессору работать на Рейх, но он отказался. 13 февраля 1944 года вместе с женой Клумов погиб в газовой камере.

## Дата гибели
В большинстве источников в качестве даты гибели Е.В. Клумова указан день 10 февраля 1944 года, иногда — март 1944 года.
16 февраля 2014 года в программе белорусского телеканала ОНТ «Цена освобождения» (автор и ведущий — Вячеслав Бондаренко) был продемонстрирован дневник минской подпольщицы Л. М. Кашечкиной, из которого следует, что Е. В. Клумов погиб в автомобиле-душегубке по пути из концлагеря на минской улице Широкой в Малый Тростенец утром 13 февраля 1944 года.

## Награды
Указом Президиума Верховного Совета СССР от 8 мая 1965 года за мужество и героизм, проявленные в борьбе с немецко-фашистским захватчиками в годы Великой Отечественной войны, и в связи с 20-летием Великой Победы профессору Клумову Евгению Владимировичу посмертно присвоено звание Героя Советского Союза.

## Память
Именем Е. В. Клумова названы улица и переулок в г. Минске, школа № 54 и 3-я Минская клиническая больница, на здании которой установлена мемориальная доска.
В аг. Переделка Лоевского района Гомельской области Беларуси на здании Переделковской амбулатории врача общей практики установлена мемориальная доска в память о Герое Советского Союза Евгении Клумове.